# Меланофлогіт
Меланофлогі́т (рос. меланофлогит; англ. melanophlogite; нім. Melanophlogit m) — низькотемпературна поліморфна модифікація кремнезему.

## Загальний опис
Хімічна формула: SiO2.
Містить (%): SiO2 — 88-94; (С+H+S) — до 6; SO3 — 5-8; H — 1-2; C — 1-3.
Сингонія кубічна.
Твердість 6,5—7. Густина 2,05.
Блиск скляний.
Колір від жовтуватого до коричнюватого. Іноді безбарвний або білий.
Зустрічається у вигляді «сорочок» на кристалах, подібно до сірки та ін. мінералів в родовищах сірки на о. Сицилія та в родов. Хвалетіце (Чехія).
Асоціює з сіркою, целестином, кальцитом, опалом, кварцом та бітумами. Від мелано… і грецьк. «фльогеос» — блискучий, леткий (A. Lasaulx, 1876).